# Albiorix anophthalmus
Albiorix anophthalmus es una especie de arácnido del orden Pseudoscorpionida de la familia Ideoroncidae.

## Distribución geográfica
Se encuentra en Arizona (Estados Unidos).